# Viviane Alary
Viviane Alary (Rodez, 1960) è una scrittrice e ispanista francese.
È docente in storia spagnola all'Università Clermont-Ferrand II ed è soprattutto nota per i suoi studi nell'ambito fumettistico.

## Biografia
Laureatasi nel 1994 con una tesi su La rinascita del femminile nel fumetto spagnolo., ha pubblicato diversi lavori, di solito incentrati sul fumetto spagnolo.